# Karel Lodewijk van Arenberg
Karel Lodewijk (Charles-Louis) Felix Melchior van Arenberg (Tervuren, 13 maart 1957) is een Belgisch voormalig bestuurder.

## Levensloop
Van Arenberg is een telg uit het huis Arenberg. Hij is een zoon van hertog Jan Engelbert van Arenberg en prinses Sophie van Beieren en een broer van hertog Leopold van Arenberg. Hij is gehuwd met Fiammetta de Frescobaldi Franceschi Marini (1959) en vader van twee kinderen.
Van 1990 tot 1998 was hij Associate Director en vicepresident van Citigroup Londen en Zwitserland.
Hij was kabinetschef van minister van Telecommunicatie, Overheidsbedrijven en Participaties, belast met de Middenstand Rik Daems van 1999 tot 2003. In 2002 werd Van Arenberg voorzitter van de raad van bestuur van luchtverkeersleider Belgocontrol, een functie die hij tot 2013 uitoefende.
Van Arenberg is:
- beheerder van familievennootschappen
- vicevoorzitter van de raad van bestuur van de Europa Ziekenhuizen
- ondervoorzitter en lid van het directiecomité van de Vereniging van de Adel van het Koninkrijk België
- bestuurder van Atenor en Touring
- beschermheer van het Bibliotheekfonds en bestuurder van de Katholieke Universiteit Leuven
- lid van het erecomité van Koninklijk Instituut voor Doven en Blinden
- Belgisch afgevaardigde bij de Heilige Militaire Constantijnse Orde van Sint-Joris

Hij was tevens lid van de adviesraad van de Duitse luchtverkeersleider Deutsche Flugsicherung en bestuurder van de KU Leuven.